# Metal Slug (videogioco 2006)
Metal Slug (メタルスラッグ?, Metaru Suraggu),  chiamato anche Metal Slug 3D (メタルスラッグ(3D版)?, Metaru Suraggu 3D) per differenziarlo dagli altri titoli della serie Metal Slug, è un videogioco sparatutto in terza persona pubblicato nel 2006 per PlayStation 2 dalla SNK Playmore. È il primo della serie ad essere in 3D e non più in 2D.

## Trama
Il gioco inizia dentro un elicottero mentre Marco sveglia Tarma, per prepararlo alla missione che stanno per iniziare. Mentre i due parlano vengono attaccati e riescono a far atterrare l'elicottero, e si dividono. Dopo qualche peripezia, Marco, Tarma, Eri, e Fio si riuniscono e scoprono che il loro nemico di sempre, il generale Morden, sta cercando di mettere le mani su un'antica tecnologia per cercare di conquistare per l'ennesima volta il mondo. I quattro arrivano in cima ad una torre e attaccano un gigantesco essere avvolto in un'armatura di metallo, e quando l'essere sta per attaccare ne arriva un secondo che si trasforma in un ammasso di muscoli che inghiotte tutti, ma i quattro riescono ad aprire un varco dall'interno e a fuggire prima che l'ammasso esploda.

## Modalità di gioco
Il passaggio alle tre dimensioni ha comportato dei cambiamenti nel gameplay: alcune armi, come la pistola, possono puntare automaticamente il nemico e altre sono diventate più potenti, il coltello è un'arma separata dalle altre e non si usa più in automatico.